# Santa Lucía, Acambay de Ruíz Castañeda
Santa Lucía, även Ejido de San Mateo el Viejo, är en ort i Mexiko, tillhörande kommunen Acambay de Ruíz Castañeda i den västra delen av delstaten Mexiko, i den centrala delen av landet. Orten hade 595 invånare vid folkräkningen 2010.